# Waldemar Buda
Waldemar Grzegorz Buda (ur. 21 września 1982 w Turku) – polski polityk i prawnik, radca prawny, poseł na Sejm VIII, IX i X kadencji (2015–2024), sekretarz stanu w Ministerstwie Inwestycji i Rozwoju (2019), sekretarz stanu w Ministerstwie Funduszy i Polityki Regionalnej (2019–2022), minister rozwoju i technologii (2022–2023), poseł do Parlamentu Europejskiego X kadencji (od 2024).

## Życiorys
Ukończył studia prawnicze na Wydziale Prawa i Administracji Uniwersytetu Łódzkiego. Ukończył następnie aplikację radcowską, po czym w 2011 podjął praktykę w zawodzie radcy prawnego.
Zaangażował się w działalność polityczną w ramach Prawa i Sprawiedliwości, współpracował z Januszem Wojciechowskim. W 2014 uzyskał mandat radnego rady miejskiej w Łodzi. W 2015 działał w biurze pomocy prawnej kandydata na prezydenta RP Andrzeja Dudy.
W wyborach parlamentarnych w 2015 kandydował do Sejmu z piątego miejsca na liście PiS w okręgu nr 9 (Łódź). Został wybrany na posła VIII kadencji, otrzymując 15 028 głosów. W Sejmie został członkiem Klubu Parlamentarnego PiS, Komisji Sprawiedliwości i Praw Człowieka, Komisji Ustawodawczej oraz Komisji Nadzwyczajnej do spraw zmian w kodyfikacjach. Zajął się zagadnieniami dotyczącymi praw lokatorów i ochroną praw spółdzielców, m.in. w ramach bezpłatnych porad prawnych udzielanych przez jego biuro poselskie. Współtworzył także ustawę dotyczącą komorników sądowych.
26 kwietnia 2018 został przedstawiony przez Jarosława Kaczyńskiego jako kandydat Prawa i Sprawiedliwości na prezydenta Łodzi w wyborach samorządowych w 2018. W głosowaniu z października zajął drugie miejsce z wynikiem 23,65%. 4 czerwca 2019 powołany na urząd sekretarza stanu w Ministerstwie Inwestycji i Rozwoju.
W wyborach parlamentarnych w 2019 ponownie uzyskał mandat poselski, otrzymując 50 114 głosów (co stanowiło najlepszy indywidualny wynik w okręgu). W listopadzie 2019, po przekształceniach w strukturze ministerstw, przeszedł na funkcję sekretarza stanu w Ministerstwie Funduszy i Polityki Regionalnej. 7 kwietnia 2022 został powołany przez prezydenta Andrzeja Dudę na stanowisko ministra rozwoju i technologii w drugim rządzie Mateusza Morawieckiego (z dniem 8 kwietnia 2022).
W wyborach w 2023 z powodzeniem ubiegał się o poselską reelekcję, zdobywając 45 474 głosy. 27 listopada tego samego roku zakończył pełnienie funkcji ministra. Został zastępcą przewodniczącego sejmowej komisji śledczej ds. wyborów korespondencyjnych, zasiadł również w Komisji Finansów Publicznych. W 2024 z ramienia PiS wystartował w wyborach do Parlamentu Europejskiego z okręgu nr 6, uzyskując mandat europosła X kadencji z wynikiem 103 679 głosów. W PE zasiadł w Komisji Rolnictwa i Rozwoju Wsi.

## Wyniki w wyborach ogólnopolskich
| Wybory | Komitet wyborczy                | Komitet wyborczy       | Organ              | Okręg            | Wynik          |
| ------ | ------------------------------- | ---------------------- | ------------------ | ---------------- | -------------- |
| 2015   |                                 | Prawo i Sprawiedliwość | Sejm VIII kadencji | nr 9             | 15 028 (4,19%) |
| 2019   | Sejm IX kadencji                | Prawo i Sprawiedliwość | 50 114 (12,06%)    | nr 9             |                |
| 2023   | Sejm X kadencji                 | Prawo i Sprawiedliwość | 45 474 (9,96%)     | nr 9             |                |
| 2024   | Parlament Europejski X kadencji | Prawo i Sprawiedliwość | nr 6               | 103 679 (13,68%) |                |

## Życie prywatne
Syn Bogdana i Elżbiety. Jest żonaty, ma dwoje dzieci. Jest jednym z inicjatorów biegowej pielgrzymki charytatywnej na Jasną Górę.